# Diospyros guianensis
Diospyros guianensis är en tvåhjärtbladig växtart som först beskrevs av Jean Baptiste Christophe Fusée Aublet, och fick sitt nu gällande namn av Robert Louis August Maximilian Gürke. Diospyros guianensis ingår i släktet Diospyros och familjen Ebenaceae.

## Underarter
Arten delas in i följande underarter:
- D. g. akaraiensis
- D. g. guianensis